# Гармский округ
Гармский округ — единица административного деления Таджикской ССР, существовавшая в 1929—1931 и 1938—1939 годах. Административный центр — Гарм.
Первоначально округ был образован в 1929 году путём переименования Гармского вилайета. Делился на 5 районов:
- Гармский
- Джиргитальский
- Калаи-Хумбский
- Тавиль-Даринский
- Хаитский[1]

1 октября 1931 года он, как и большинство округов на территории СССР, был упразднён, а его районы перешли в прямое республиканское подчинение.
Вновь округ был образован 16 марта 1938 года.
Делился на 9 районов:
- Гармский район
- Джиргитальский район
- Калаи-Лаби-Обский район
- Калаи-Хумбский район
- Комсомолабадский район
- Сангворский район
- Тавиль-Даринский район
- Хаитский район
- Шульмакский район

Районы делились на 66 сельсоветов.
27 октября 1939 года преобразован в Гармскую область.